# Tom Selleck

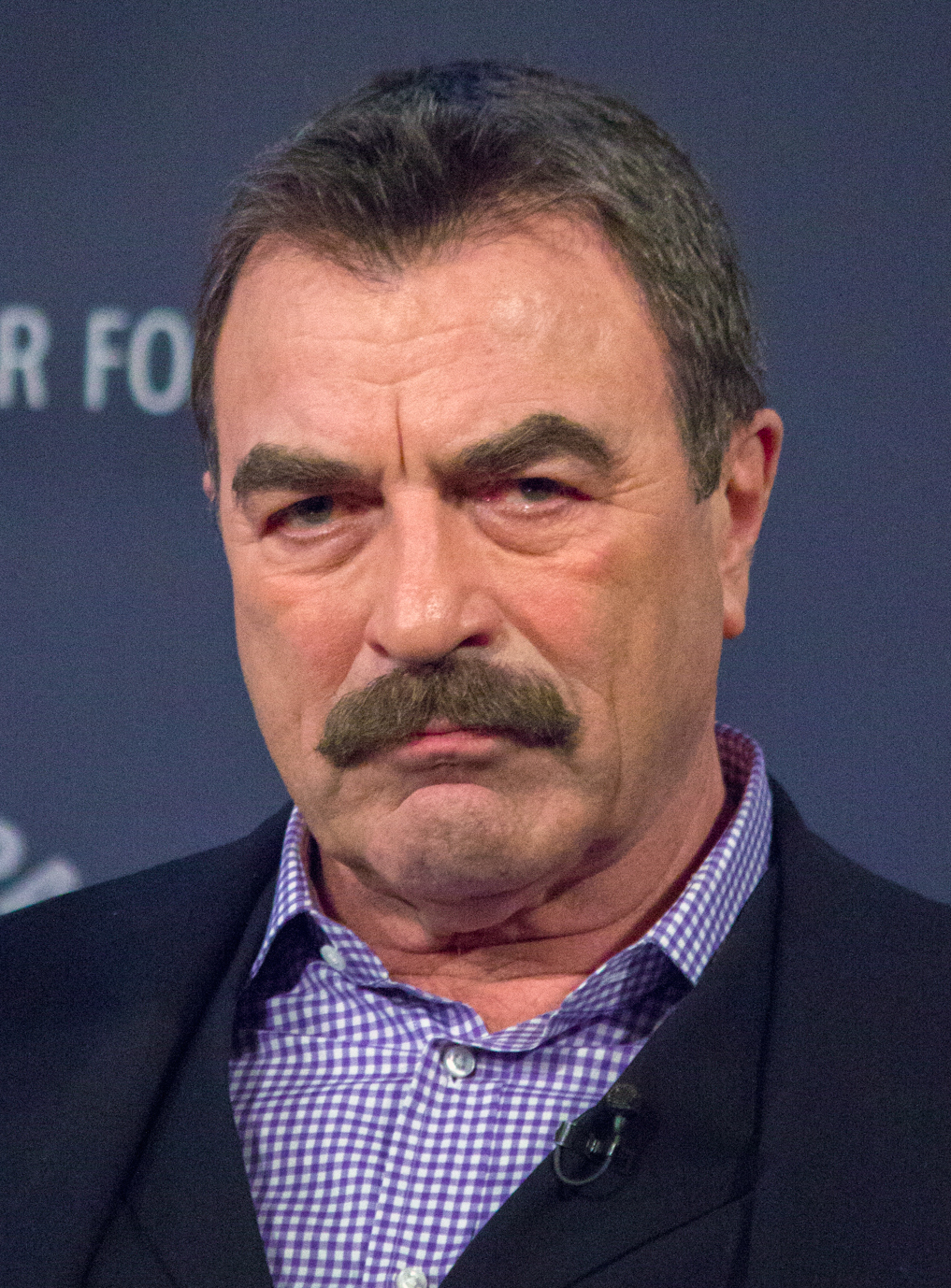
Tom Selleck (2014)

Thomas William „Tom“ Selleck (* 29. Januar 1945 in Detroit, Michigan) ist ein US-amerikanischer Schauspieler. Er wurde 1980 als Thomas Magnum in der gleichnamigen Fernsehserie bekannt und spielte seitdem in zahlreichen Filmen wie Quigley der Australier, Noch drei Männer, noch ein Baby oder In & Out und Fernsehproduktionen wie Friends oder Blue Bloods – Crime Scene New York mit.

## Leben und Karriere
Nach der High School studierte Selleck an der University of Southern California mit einem Basketball-Stipendium. Danach nahm er Unterricht an der Schauspielschule Beverly Hills Playhouse. 1970 gab er in der Fernsehproduktion Jagd auf den Kinomörder sein Debüt.

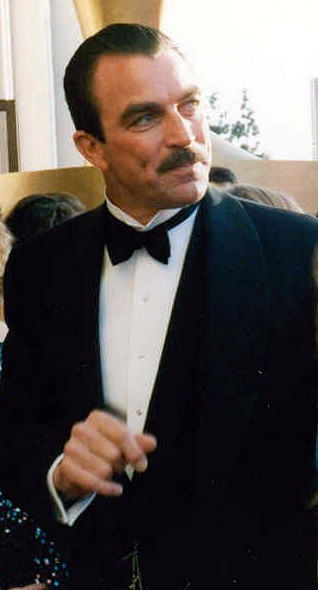
Tom Selleck (1989)

Es folgten zahlreiche Auftritte in B-Movies, bevor ihm 1980 mit dem Fernsehkrimi Magnum und der darauf basierenden gleichnamigen Fernsehserie der Durchbruch gelang. Er spielte acht Jahre lang den in Hawaii lebenden Privatdetektiv und Ferrari-Fahrer Thomas Magnum und avancierte zu einem der bekanntesten und beliebtesten Schauspieler der 1980er Jahre. Für die Rolle wurde er mit einem Emmy und einem Golden Globe Award ausgezeichnet und erhielt als „Frauenschwarm“ die Auszeichnungen „God’s Gift to Women“ sowie „Sexiest Man of America“. Während dieser Zeit war er aus vertraglichen Gründen gezwungen, mehrere lukrative Rollenangebote auszuschlagen. So war er beispielsweise ursprünglich Steven Spielbergs Wunschbesetzung für die Rolle des Indiana Jones, die dann an Harrison Ford ging.
Trotz diverser Kinoerfolge wie Quigley der Australier, Noch drei Männer, noch ein Baby und In & Out wurde Selleck in erster Linie als Fernsehstar bekannt. Gut die Hälfte seiner Filme sind Fernsehproduktionen. In der Erfolgs-Sitcom Friends verkörperte er ab 1996 zehn Folgen lang als Dr. Richard Burke den Freund von Monica Geller (Courteney Cox). Für diese Rolle wurde er erneut für einen Emmy nominiert. 2004 spielte er in dem Fernsehfilm Countdown to D-Day den Oberbefehlshaber der Alliierten Expeditionsstreitkräfte Dwight D. Eisenhower. In der Fernsehserie Boston Legal hatte er 2006 in vier Folgen eine wiederkehrende Rolle. In der letzten Staffel der Serie Las Vegas von 2007 war er in 19 Folgen in einer der Hauptrollen als neuer Besitzer des Casinos Montecito zu sehen.
Seit 2005 zeichnet Selleck als Produzent und Hauptdarsteller verantwortlich für die Fernsehverfilmungen mehrerer Kriminalromane von Robert B. Parker, der schon die Vorlagen für die Fernsehserie Spenser geliefert hatte. Die Fernsehfilmreihe Jesse Stone handelt vom gleichnamigen alkoholkranken und unter seiner Scheidung leidenden Polizeichef in der fiktiven Stadt Paradise in Massachusetts. Selleck übernahm in neun Verfilmungen die Titelrolle.
2010 war Selleck in der Actionfilmkomödie Kiss & Kill mit Ashton Kutcher und Katherine Heigl in den Hauptrollen zu sehen. Von 2010 bis 2024 war er einer der Hauptdarsteller in der Polizeiserie Blue Bloods – Crime Scene New York.

### Privates
Tom Selleck war von 1970 bis 1982 mit dem früheren Model Jacqueline Ray verheiratet, deren Sohn (* 1966) aus erster Ehe er adoptiert hat. Er ist seit 1987 mit seiner Kollegin Jillie Mack (* 1957) verheiratet, ihre gemeinsame Tochter wurde 1988 geboren. Beide leben auf einer Avocado-Farm in Ventura County.

## Trivia
- Selleck war Mitglied im Vorstand der NRA.[6]
- Durch die Fernsehserie Magnum wurde der Schnurrbart zu seinem Markenzeichen, ohne den er seit den 1980er Jahren nur selten zu sehen war.[7] In seiner Rolle als Kleinstadt-Polizeichef Jesse Stone trug Selleck zusätzlich einen Kinnbart.[8]
- Sein deutscher Synchronsprecher ist zumeist Norbert Langer.[9]
- Selleck nahm in den 1980ern an einer Reihe von Volleyballturnieren teil und war Ehrenspielführer, als die US-Nationalmannschaft bei den Olympischen Spielen 1984 in Los Angeles die Goldmedaille gewann.[10]
- Im Juli 2015 wurde Selleck wegen Wasserdiebstahls in Kalifornien, wo von Ende 2011 bis 2017 eine Dürre herrschte, angeklagt. Medien berichteten, dass das Wasserversorgungsunternehmen Calleguas Municipal Water District vor dem Gericht im Bezirk Ventura County eine Klage gegen Selleck eingereicht hatte. Selleck soll mit einem Tankwagen von einem Hydranten nahe seiner Ranch Westlake Village unerlaubt große Mengen Wasser abgezapft haben. Dies sollen Privatdetektive im Auftrag des Unternehmens ermittelt haben.[11] Einige Tage später wurde der Fall außergerichtlich geregelt und die Klage zurückgezogen.[12]

## Filmografie (Auswahl)
- 1970: Jagd auf den Kinomörder (The Movie Murderer)
- 1970: Myra Breckinridge – Mann oder Frau? (Myra Breckinridge)
- 1971: The Seven Minutes
- 1972: Die Töchter Satans (Daughters of Satan)
- 1973: Männer wie die Tiger (Terminal Island)
- 1974: Schatten der Leidenschaft (The Young and the Restless, Fernsehserie)
- 1975: Returning Home
- 1975: Die Straßen von San Francisco (The Streets of San Francisco, Fernsehserie, Episode 4x13)
- 1976: Schlacht um Midway (Midway)
- 1976: Drei Engel für Charlie (Fernsehserie, Episode: An die falsche Adresse (Target: Angels))
- 1976: Most Wanted (Fernsehserie)
- 1977: Bunco
- 1977: Mit Agenten spielt man nicht (The Washington Affair)
- 1978: Coma
- 1978: Die Supertypen (The Concrete Cowboys)
- 1978: Superdome
- 1978: Operation Valhalla (The Gypsy Warriors)
- 1978: Taxi (Fernsehserie, 1 Episode)
- 1978–1979: Detektiv Rockford – Anruf genügt (Fernsehserie, 2 Episoden)
- 1979: Die Sacketts (The Sacketts, Miniserie, 2 Teile)
- 1979: Der Costa Rica-Auftrag (The Chinese Typewriter)
- 1980–1988: Magnum (Fernsehserie, 162 Folgen)
- 1981: Ein Colt für alle Fälle (Fernsehserie, Episode 1x10)
- 1982: Die Schattenreiter (The Shadow Riders)
- 1982: Scheidungskriege (Divorce Wars: A Love Story)
- 1983: Höllenjagd bis ans Ende der Welt (High Road to China)
- 1984: Lassiter
- 1984: Runaway – Spinnen des Todes (Runaway)
- 1986: Mord ist ihr Hobby (Fernsehserie, Episode 3x8 als Thomas Sullivan Magnum IV (Crossover mit der Serie Magnum))
- 1987: Noch drei Männer, noch ein Baby (Three Men and a Baby)
- 1989: Ninas Alibi (Her Alibi)
- 1989: Von Bullen aufs Kreuz gelegt (An Innocent Man)
- 1990: Drei Männer und eine kleine Lady (Three Men and a Little Lady)
- 1990: Quigley der Australier (Quigley Down Under)
- 1992: Mr. Baseball
- 1992: Eine ganz normal verrückte Familie (Folks!)
- 1992: Christopher Columbus – Der Entdecker (Christopher Columbus: The Discovery)
- 1995: Ein Richter rechnet ab (Broken Trust)
- 1996: Pick Up – Das Mädchen und der Cowboy (Ruby Jean and Joe)
- 1996: Open Season
- 1996–2000: Friends (Fernsehserie, 10 Folgen)
- 1997: Letztes Gefecht am Saber River (Last Stand at Saber River)
- 1998: The Closer (Fernsehserie, 10 Episoden)
- 1998: In & Out
- 1999: Der Liebesbrief (The Love Letter)
- 2000: Die Nominierung (Running Mates)
- 2001: Der Ritt nach Hause (Crossfire Trail)
- 2003: Twelve Mile Road
- 2003: Reversible Errors
- 2003: Monte Walsh (Fernsehfilm)
- 2004: Ike: Countdown to D-Day
- 2005–2015: Jesse-Stone-Reihe
  - 2005: Jesse Stone: Eiskalt (Stone Cold)
  - 2006: Jesse Stone: Knallhart (Jesse Stone: Night Passage)
  - 2006: Jesse Stone: Totgeschwiegen (Jesse Stone: Death in Paradise)
  - 2007: Jesse Stone: Alte Wunden (Jesse Stone: Sea Change)
  - 2009: Jesse Stone: Dünnes Eis (Jesse Stone: Thin Ice)
  - 2010: Jesse Stone: Ohne Reue (Jesse Stone: No Remorse)
  - 2011: Jesse Stone: Verlorene Unschuld (Jesse Stone: Innocents Lost)
  - 2012: Jesse Stone: Im Zweifel für den Angeklagten (Jesse Stone: Benefit of the Doubt)
  - 2015: Jesse Stone: Lost in Paradise
- 2006: Boston Legal (Fernsehserie, 4 Episoden)
- 2007–2008: Las Vegas (Fernsehserie, 19 Episoden)
- 2010: Kiss & Kill (Killers)
- 2010–2024: Blue Bloods – Crime Scene New York (Fernsehserie, 293 Episoden)